# Isoetes gunnii
Isoetes gunnii är en kärlväxtart som beskrevs av Addison Brown. Isoetes gunnii ingår i släktet braxengräs, och familjen Isoetaceae. Inga underarter finns listade i Catalogue of Life.